# Богданівське (Вознесенський район)
Богда́нівське — село в Україні, у Доманівській селищній громаді Вознесенського району Миколаївської області. Населення становить 80 осіб. Колишній орган місцевого самоврядування — Зеленоярська сільська рада.

## Географія
У селі Балка Ремехова впадає у річку Бакшалу.